# Sensor SuperCCD

Disposición de sensores en matrices Super CCD.

Super CCD es un Sensor CCD propietario desarrollado por Fujifilm en 1999.

## Principio de funcionamiento
El Super CCD utiliza una geometría de píxeles octogonal en lugar de rectangular y presenta una mayor superficie fotosensible al aprovechar mejor el área que los CCD dedican al cableado entre elementos fotosensibles permitiendo que haya más área disponible para la recolección de la luz entrante.

## Evolución de esta tecnología
En enero de 2003 Fujifilm anunció la cuarta generación de sensores SuperCCD en dos variaciones: SuperCCD HR y SuperCCD SR. HR viene de "High Resolution" (alta resolución) y SR de "Super dynamic Range" (rango super-dinámico). El sensor SR tiene dos fotodiodos por elemento fotosensible lo cual permite generar una mayor gama de luminancia desde el negro hasta el blanco (rango dinámico).
La cuarta generación de Super CCD HR tiene sensores situados a 45° de la línea horizontal (algo posible gracias a la geometría octogonal) y por lo tanto las columnas de píxeles están escalonadas en comparación con su posición estándar lo cual reduce la separación efectiva del píxel. Para obtener imágenes con la orientación normal horizontal y vertical interpola un píxel entre cada par de sensores, produciendo por tanto la grabación de 12Mpx desde 6Mpx efectivos. Como contrapartida, Fujifilm promete que la quinta generación de sensores HR será también de 45 grados pero no usará interpolación (aunque no dice cómo lo hará).
En julio de 2005 Fujifilm anunció cámaras de la "5ª generación de sensores Super CCD HR", la FinePix S5200 (S5600) y la FinePix S9000 (S9500).

## En comparación con otros sensores
En teoría, el resultado de la optimización del área fotosensible es una mejor sensibilidad y un menor ruido de lo que se generaría usando la misma área global de píxeles cuadrados.
Esto permite en definitiva una mayor resolución vertical y horizontal (a expensas de la resolución diagonal) frente a los sensores CCD tradicionales con el mismo número de píxeles.